# Ala I Augusta Gallorum Proculeiana

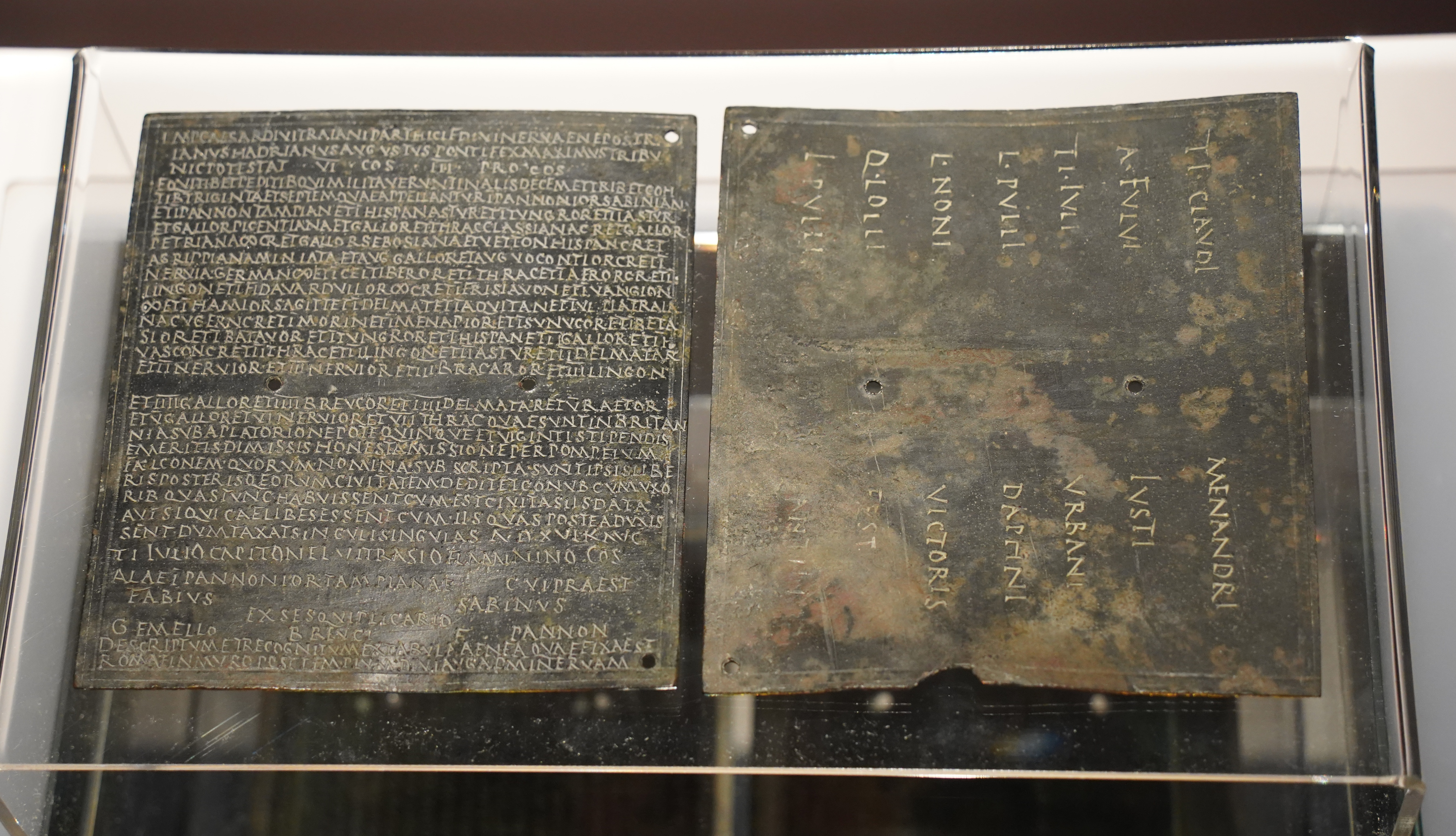
Das Militärdiplom des Jahres 122

Die Ala I Augusta Gallorum Proculeiana [Gordiana] [ob virtutem appellata] (deutsch 1. Ala die Augusteische der Gallier des Proculeius [die Gordianische] [für Tapferkeit ausgezeichnet]) war eine römische Auxiliareinheit. Sie ist durch Militärdiplome und Inschriften belegt. In dem Militärdiplom von 98/114 und einigen Inschriften wird sie als Ala Augusta bezeichnet, in anderen Inschriften als Ala Augusta ob virtutem appellata und in dem Diplom von 122 als Ala Augusta Gallorum.
Der Grund für die verschiedenen Namensvarianten dürfte darin liegen, dass in den offiziellen Dokumenten der röm. Verwaltung, wie z. B. in den Militärdiplomen, der Name verwendet wurde, unter dem die Einheit im officium des Provinzgouverneurs bekannt war. Private, nicht-offizielle Inschriften wie z. B. Grabsteine und Weihealtäre verwendeten dagegen den Namen, unter dem die Einheit gewöhnlich bekannt war.

## Namensbestandteile
- Ala: Die Ala war eine Reitereinheit der Auxiliartruppen in der römischen Armee.

- I: Die römische Zahl steht für die Ordnungszahl die erste (lateinisch prima). Daher wird der Name dieser Militäreinheit als Ala prima .. ausgesprochen.

- Augusta: die Augusteische. Die Ehrenbezeichnung bezieht sich auf Augustus.[A 1]

- Gallorum: der Gallier. Die Soldaten der Ala wurden bei Aufstellung der Einheit aus den verschiedenen Stämmen der Gallier rekrutiert.

- Proculeiana: des Proculeius. Die Reitereinheiten der Gallier wurden oft nach einem ihrer ersten Kommandeure benannt. Als möglicher Namensgeber wird Gaius Proculeius genannt.[A 2] Der Zusatz kommt in den Militärdiplomen von 125 bis 158 vor.

- Gordiana: die Gordianische. Eine Ehrenbezeichnung, die sich auf Gordian III. (238–244) bezieht. Der Zusatz kommt in einer Inschrift[4] vor.

- ob virtutem appellata: für Tapferkeit ausgezeichnet. Der Zusatz kommt in mehreren Inschriften[2] vor.

Da es keine Hinweise auf den Namenszusatz milliaria (1000 Mann) gibt, war die Einheit eine Ala quingenaria. Die Sollstärke der Ala lag bei 480 Mann, bestehend aus 16 Turmae mit jeweils 30 Reitern.

## Geschichte
Die Ala war in der Provinz Britannia stationiert. Sie ist auf Militärdiplomen für die Jahre 98/114 bis 158 n. Chr. aufgeführt.
Die Einheit wurde vermutlich unter Augustus aufgestellt. Wahrscheinlich war sie im 1. Jh. n. Chr. in Germania stationiert, da zwei ihrer Soldaten aus dem Volksstamm der Treverer rekrutiert wurden. Möglicherweise war die Ala dann Teil der Truppen, die unter Führung von Aulus Plautius um 43 mit der Eroberung Britanniens begannen.
Der erste Nachweis in Britannien beruht auf einem Diplom, das auf 98/114 datiert ist. In dem Diplom wird die Ala als Teil der Truppen (siehe Römische Streitkräfte in Britannia) aufgeführt, die in der Provinz stationiert waren. Weitere Diplome, die auf 122 bis 158 datiert sind, belegen die Einheit in derselben Provinz.
Der letzte Nachweis der Ala beruht auf einer Inschrift, die auf 242 datiert ist.

## Standorte
Standorte der Ala in Britannia waren möglicherweise:
- Cilurnum (Chesters): zwei Inschriften[9] wurden hier gefunden. Vermutlich war die Einheit um 132 in Chesters stationiert.[7]
- Lancaster: zwei Inschriften[10] wurden hier gefunden. Möglicherweise war die Ala die erste Einheit, die in Lancaster stationiert wurde, vermutlich unter Quintus Petillius Cerialis um 71/74.[11]
- Luguvalium (Carlisle): eine Inschrift[12] wurde hier gefunden.
- Maglona (Old Carlisle): mehrere Inschriften[13] wurden hier gefunden.

## Angehörige der Ala
Folgende Angehörige der Ala sind bekannt:

### Kommandeure
| - [?], ein Präfekt (RIB 905) - Aemilius Crispinus, ein Präfekt - Gaius Geminius Priscus, ein Präfekt - Egnatius Verecundus, ein Präfekt - Lucius Egnatius Quartus, ein Präfekt - [] [Pom]peius Va[]: er wird auf dem Diplom von 125 als Kommandeur genannt. | - [Pro]pinquos: er wird auf dem Diplom von 126 als Kommandeur genannt. - Publius Aelius Magnus, ein Präfekt - Publius Sextanius, ein Präfekt - Rufinus, ein Präfekt (RIB 890) - Septimenus Rusticus, ein Präfekt - Tiberius Claudius Iustinus, ein Präfekt |

### Sonstige
| - [?], ein Reiter: das Diplom von 125 wurde für ihn ausgestellt. - Insus, ein Reiter (RIB 3185) - L(ucius) Iul(ius) Apollinaris, ein Reiter (RIB 606) - L(ucius) Val(erius) S[], ein Decurio (RIB-02-01, 02411,081) | - Mae[lo]nius Secundus, ein Reiter und Sesquiplicarius (RIB 907) - T(itus) Aur(elius) Ateco, ein Curator (RIB 902) - Victor, ein Decurio (AE 2006, 750) |